# 감문주
감문주(필명: 혜원, ?~)는 대한민국의 시인이자 수필가이다.

## 생애
- 현재 (사)창작예술인협회와 양평문인협회의 회원으로 활동 중이다.

## 저서
- 아리수 강가에서(공저, 해드림 출판사, 2006)
- 아리수 강가에서 2(공저, 에세이, 2007)

## 수상 경력
- 월간 문학21(2005년) 신인상
- 대한문학세계(2006년) 신인상